# Abierto de Australia 1987
Lista de los campeones del Abierto de Australia de 1987:

## Individual masculino
Stefan Edberg (SWE) d. Pat Cash (AUS), 6–3, 6–4, 3–6, 5–7, 6–3

## Individual femenino
Hana Mandlíková (República Checa) d. Martina Navratilova (USA), 7–5, 7–6(7–1)

## Dobles masculino
Stefan Edberg/Anders Järryd (SWE)

## Dobles femenino
Martina Navratilova (USA)/Pam Shriver (USA)

## Dobles mixto
Zina Garrison (USA)/Sherwood Stewart (USA)
| Predecesor: 1985                           | Abierto de Australia 1987 | Sucesor: 1988                         |
| Predecesor: Abierto de Estados Unidos 1986 | Grand Slam 1987           | Sucesor: Torneo de Roland Garros 1987 |

- Datos: Q781892